# Pagodidaphne
Pagodidaphne là một chi ốc biển, là động vật thân mềm chân bụng sống ở biển trong họ Conidae.

## Các loài
Các loài thuộc chi Pagodidaphne bao gồm:
- Pagodidaphne colmani Shuto, 1983[2]
- Pagodidaphne schepmani (Thiele, 1925)[3]